# Flower City Union
El Flower City Union es un equipo de fútbol de Estados Unidos que juega en la National Independent Soccer Association, la tercera división nacional.

## Historia
Fue fundado en el año 2021 en la ciudad de Rochester, New York y el nombre del equipo es por el apodo que tiene la ciudad de Flower City y el color del uniforme es Lila por el color de la flor típica de la ciudad.
El 24 de junio de 2021 se anunció que el Flower City Union se incorporaría a los Rochester Lancers de la National Premier Soccer League y las Rochester Lady Lancers de la United Women's Soccer con sus respectivas organizaciones completadas para el verano de 2021. El equipo de la NPSL sería como el equipo filial del Flower City Union en su Homegrown Partner Program. El equipo de la UWS continua como el equipo femenil principal de Rochester, apoyado por el mismo Homegrown Partner Program.